# 쥐디트 셰믈라
쥐디트 셰믈라(Judith Chemla, 1985년 7월 5일 ~ )는 프랑스의 배우, 저술가이다.

## 출연 작품
- Hellphone (2007)
- 빨간 모자 (2008, Le petit chaperon rouge) - 단편
- 뷰티풀 라이즈 (2010)
- 까밀 리와인드 (2012)
- 여자의 일생 (2016)
- 엄마 (2016, Maman) - 단편
- 그럴만한 나이 (2016, L'âge de raison) - 단편
- 세라비, 이것이 인생! (2017) - 엘레나 역
- 코끼리와 나비(2017, Drôle de père)
- 위대한 마법 (2022, La Grande Magie)
- 파리의 세레나데 (2022, Les Goûts et les Couleurs)